# Afrikai hárfa
Több afrikai nép hagyományos zenekultúrájában a hárfa is szerepet kap. Az afrikai hárfák nyitott, legtöbbször ívhárfák, mint pl. az ennanga, a kundi, a ngombi, de mutatóban található szöghárfa is, mint az ardin. Gyakran a hárfák közé sorolják az úgynevezett hárfalantokat is, mint a bolon, a szimbi, a kora. A hárfát Afrikában hagyományosan ének kíséretére használják. Elsősorban az Egyenlítőtől északra elterülő szavanna-övben fordulnak elő.

## Morfológia
Az afrikai hárfák négy alapvető összetevőből állnak:
1. húrhordozó nyak a hangológyűrűkkel vagy kulcsokkal
2. rezonátortestként szolgáló hosszúkás, üreges test kivájt fából vagy félbevágott kabaktökből
3. rezonánsként működő, a test nyitott részére feszülő nyersbőr hártya
4. húrtartó vagy húrláb, ami valamilyen módon a rezonánshoz csatlakozik.

A húrok a nyakon elhelyezett hangoló apparátus és a húrtartó között feszülnek. A nyak nagyjából a test hossztengelyének irányában van beillesztve, majd finomabb vagy élesebb ívben a test felé visszahajlik. A húrtartó a rezonáns síkjában, annak hossztengelyében helyezkedik el, ez a bőrhártya alá csúsztatott vékony fapálca, amihez a húrok alsó vége csomózással rögzíthető. 
Az afrikai hárfákból hiányzik az oszlop, ami az Európában és általában a nyugati zenében használt hárfák integráns része, vagyis az afrikai hárfák minden esetben nyitott hárfák. Ez azt is jelenti, hogy a hangszer stabilitását a húrok feszítőerejével szemben az első és a második komponens, vagyis a nyak és a test csatlakoztatásának módja határozza meg. Klaus Wachsmann néprajzkutató, zenetudós a nyak és a test összeillesztésének háromféle típusát különbözteti meg:

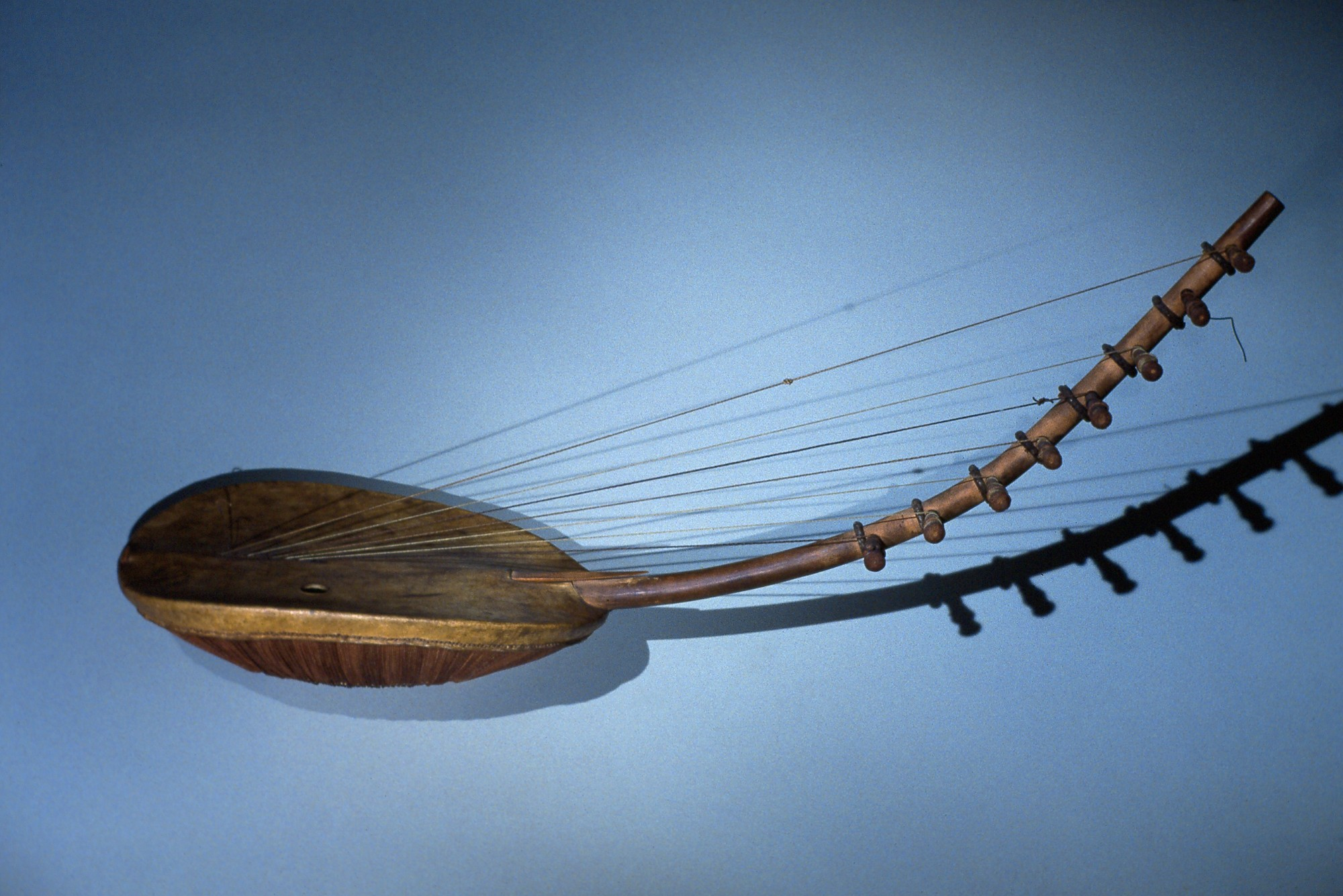
Ennanga, Uganda 1. típus
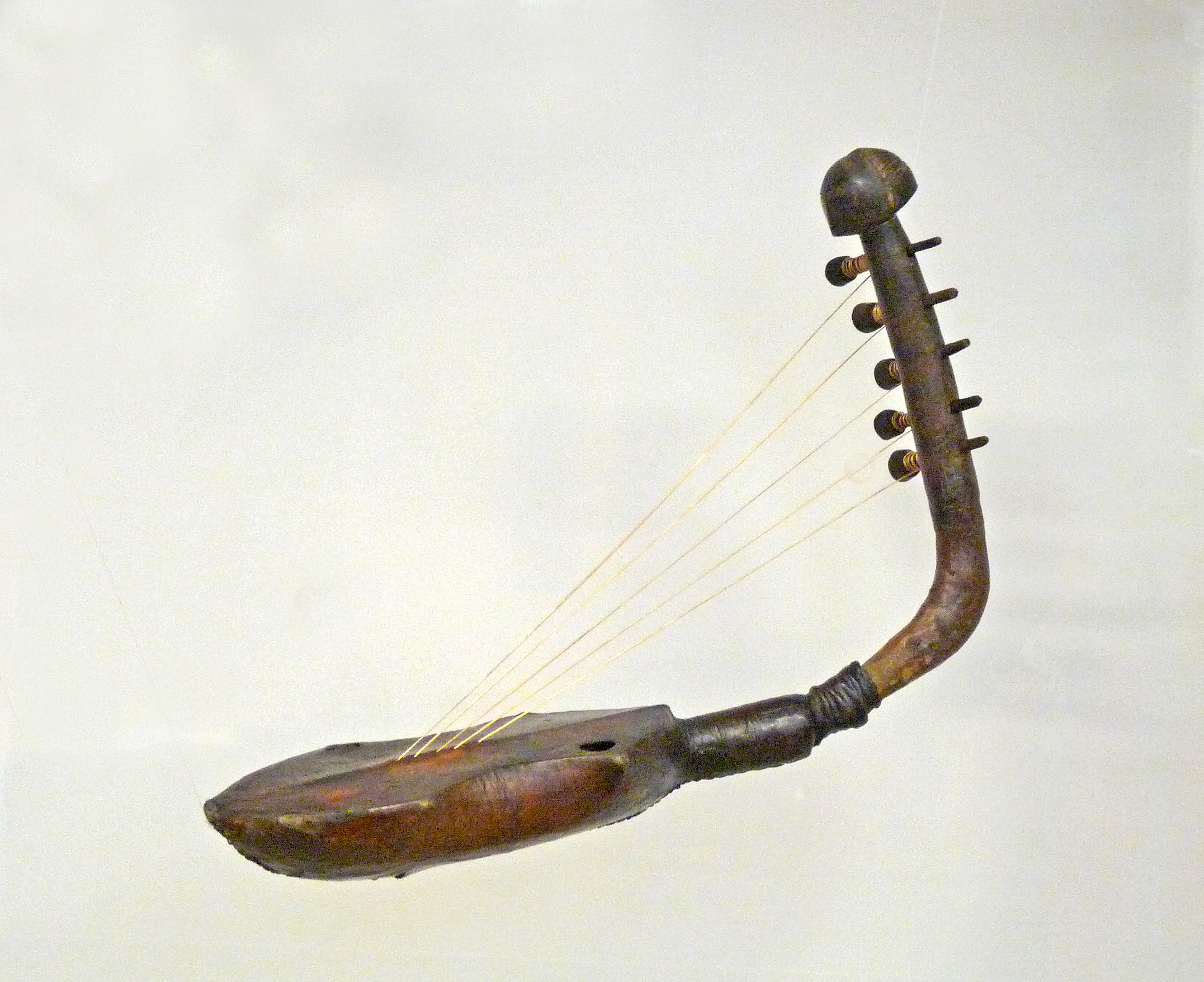
Kundi, zande nép 2. típus
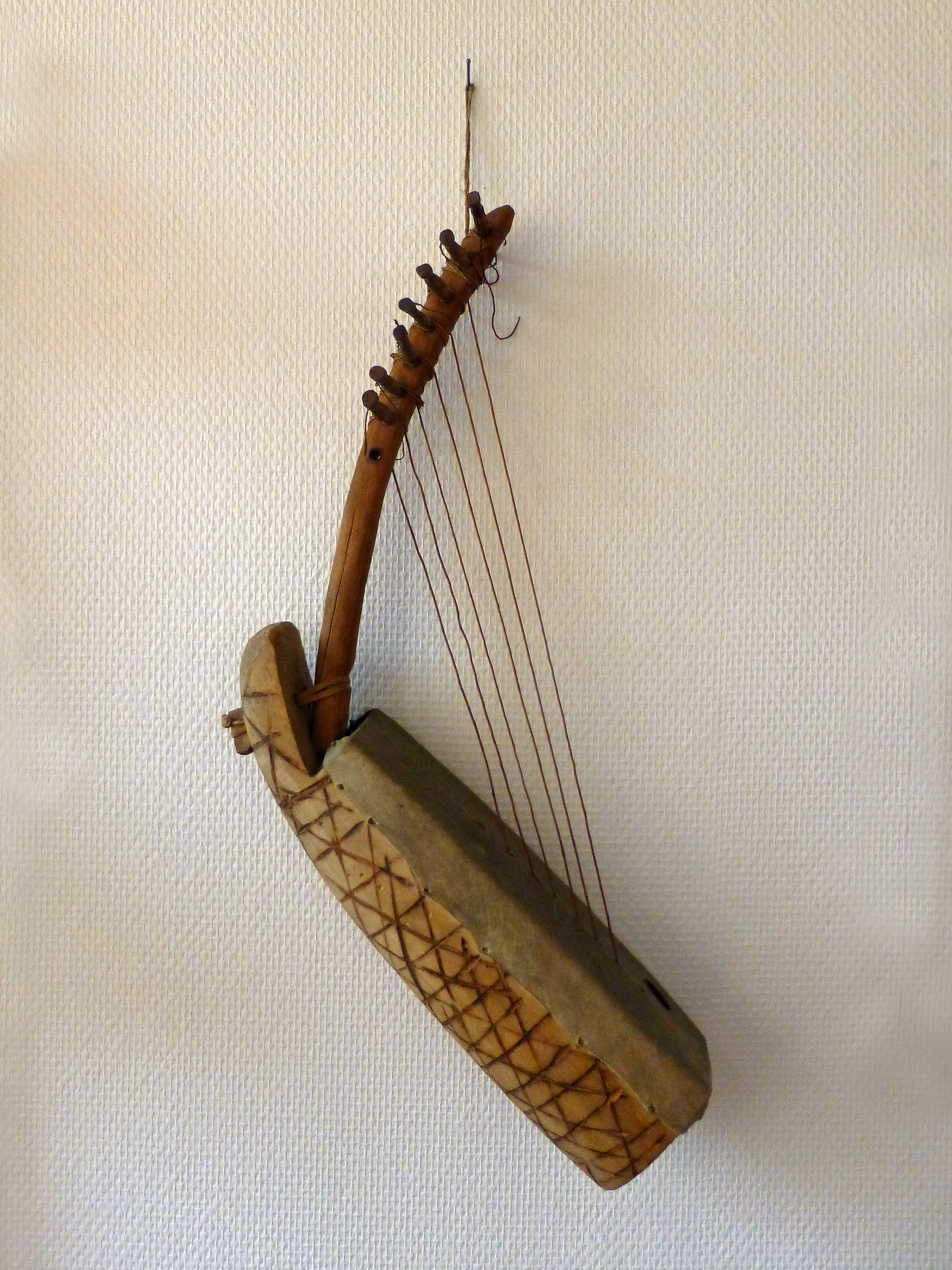
Ngombi, Gabon 3. típus

1. „Kanál a csészében” típus.[3] A húrhordozó nyak a hangszertestet borító bőrhártyán keresztülhatolva a test felső pereméhez és az aljához támaszkodik. Nincs rögzítve, a megfeszített húrok húzóereje tartja a helyén.
2. Csapolt típus.[4] A húrhordozó nyak a hangszertest elvékonyodó végébe fúrt lyukba van becsapolva, mint a parafadugó a palack nyakába.
3. Polcos típus.[5] A húrhordozó nyak a hangszertest végéből kiálló polcszerű nyúlványhoz van kötözve.

## Földrajzi eloszlás
Ezek a morfológiai típusok földrajzilag eltérő területeken találhatók, elterjedésük történelmi migrációs útvonalaknak feleltethető meg. A feltételezett kiindulópont az ókori Egyiptom, amelynek egyes ívhárfa-típusaival az afrikai hárfák nagy hasonlóságot mutatnak. Afrika szívébe két úton érkezhettek, egyrészt a Nílus mentén a Viktória-tó nyugati partjára, másrészt az akkor még részben zöld Szaharán keresztül a Csád-tó környékére, hogy azután az Egyenlítőtől északra szinte egybefüggő sávban terjedjenek el.
A „kanál a csészében” hárfatípust képviseli az ennanga, amely Uganda területén található meg, valamint az ardin, ami egy ettől távoli területen, Mauritániában, a „fehér mórok” körében használatos.
A csapolt nyakú hárfatípus a Kongó-medence északi sávjában, meg a Csád-tótól délre eső területeken terjedt el. Leggyakoribb típusa, hangszerneve a kundi, ezen kívül a szeto, a domu. A zande, nzakara, banda, mangbetu, karre, buru népek hangszere. 
A polcos nyakrögzítésű hárfák túlnyomó többsége Gabon és a mai Kongói Köztársaság területén található. Gyakori elnevezése a ngombi, használói a kele, cogo, fang népcsoportok.

## Hárfalantok

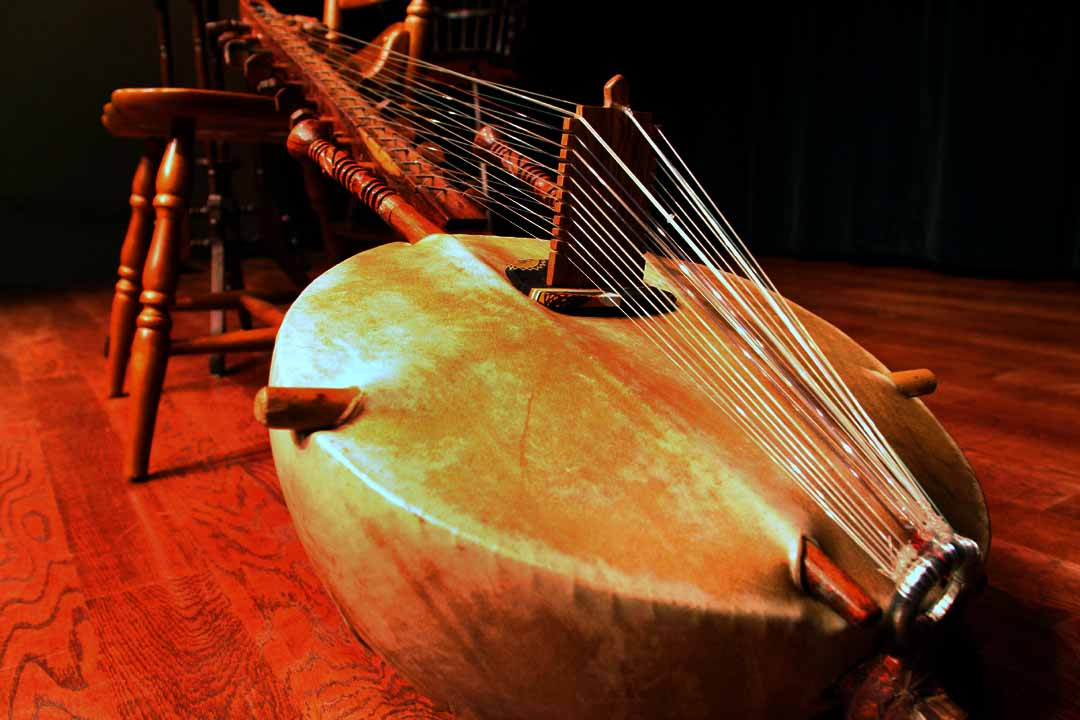
A kora jellegzetes húrlábmegoldása

A hangszerek Sachs–Hornbostel-féle osztályozása azokat az összetett kordofon hangszereket tekinti hárfának, melyeknél 
1. a húrok síkja merőleges a tetőre,
2. az alsó húrrögzítések vonala a nyak felé mutat.

Nyugat-Afrikában a mandéknak olyan hárfaszerű hangszereik vannak, amelyek csak az első feltételnek felelnek meg, a másodiknak nem: a húrok alsó rögzítési pontjai nem a rezonáns síkjába esnek, hanem a húrok egy arra merőlegesen álló, emeletes húrlábon vannak rögzítve (vagy haladnak keresztül) különböző magasságokban. Emellett konstrukciójukban a nyárslantokra hasonlítanak. Nyakuk hol lantszerűen egyenes, hol ívhárfára emlékeztetően hajlított. A Sachs–Hornbostel-féle osztályozás (1914) ezeknek a hangszereknek külön kategóriát hozott létre „hárfalantok” néven.
Elsőként Roderic C. Knight (1973) javasolta a szerinte problematikus „hárfalant” helyett inkább a „stéghárfa” (bridge harp) fogalmát, amely e hangszerféleséget a hárfák kategóriájába visszahelyezve sajátos húrlábmegoldására is utal. Sue Carol De Vale (1989) indítványozta a „nyárshárfa” (spike harp) elnevezést a nyárslant analógiájára, mivel e hangszercsalád tagjai is szinte kivétel nélkül a rezonátortestet „átdöfő” nyakmegoldással rendelkeznek. Ennek alapján e hangszerféleség negyedik tagként csatlakozhatna Wachsmann fentebb tárgyalt tipológiájához, amely a hárfatest és -nyak illeszkedési módozataira épül.
A legismertebb hárfalantok, stéghárfák vagy nyárshárfák (ahogy tetszik) a bolon, a szimbi és a kora.